# Marcin Patrzałek

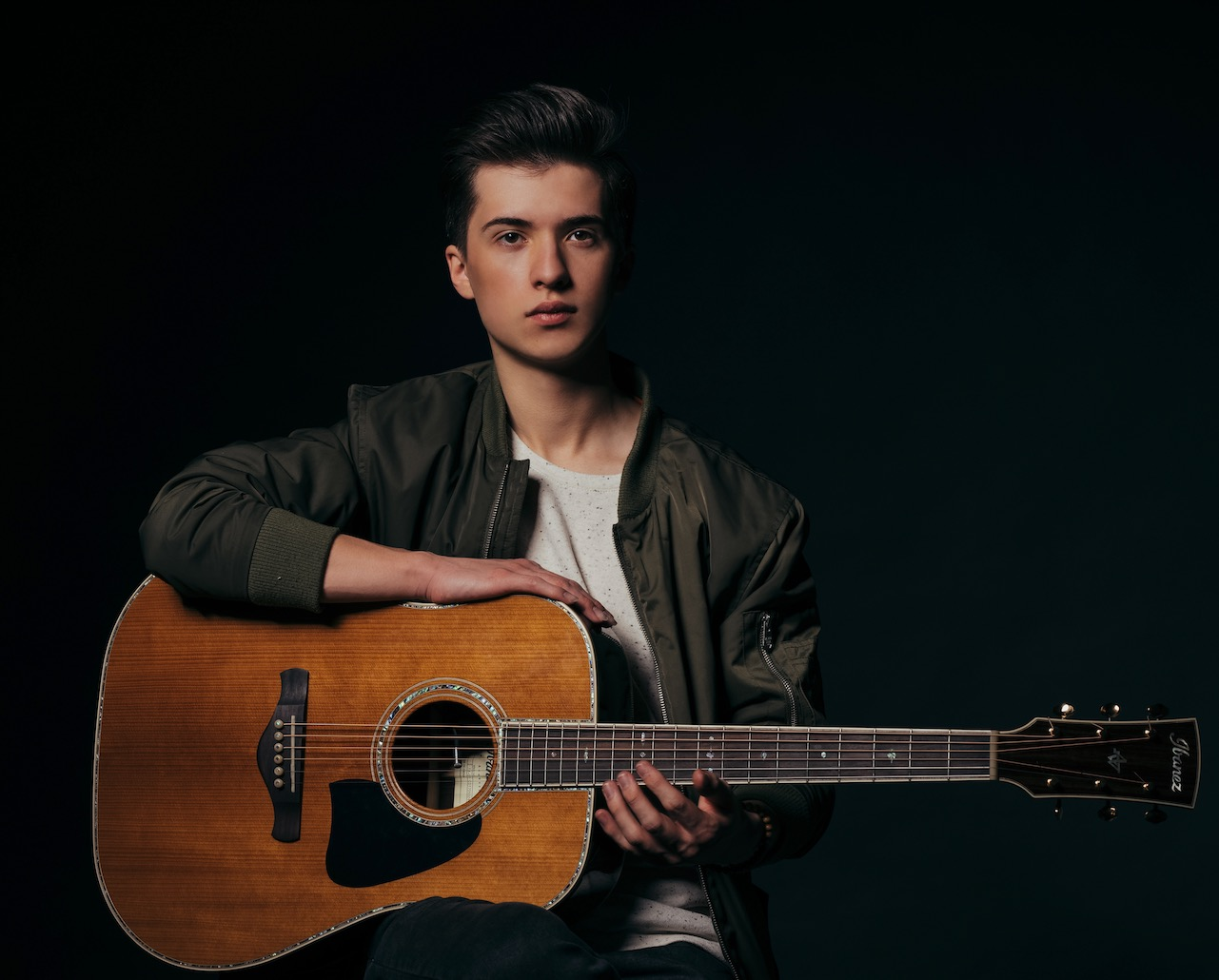
Marcin Patrzałek 2018

Marcin Patrzałek (ˈmar.t͡ɕin patˈʂa.wɛk, * 6. Oktober 2000 in Kielce) ist ein polnischer perkussiver Fingerstyle-Gitarrist, Komponist und Produzent.

## Leben
Patrzałek begann im Alter von 10 Jahren unter der Anleitung des örtlichen Lehrers Jerzy Pikor klassische Gitarre zu spielen. Bereits 2015 gewann er als erster Gitarrist überhaupt die neunte Ausgabe der polnischen Talentshow Must Be The Music. Nach diesem Erfolg veröffentlichte er 2016 sein Debütalbum Hush, das er nach eigenen Angaben als 14-Jähriger arrangierte. In den folgenden Jahren wuchs die Popularität von Patrzałek über die polnischen Grenzen hinaus. Ende 2018 gewann er die mit 100.000 € dotierte 5. Ausgabe der italienischen TV-Talentshow Tu Si Que Vales. Patrzałeks Aufführungen haben bis 2020 über 100 Millionen Aufrufe online angehäuft, hauptsächlich mit seinem Arrangement von Beethovens fünfter Symphonie, mit dem er im Wettbewerb America’s Got Talent 2019 bis zum Halbfinale kam.

## Auszeichnungen
- 2015: Sieger der neunten polnischen Talentshow Must Be The Music.[3]
- 2018: Sieger der fünften italienischen TV-Talentshow Tu Si Que Vales.[6]
- 2024: Opus Klassik in der Kategorie Videoclip des Jahres.[9]